# Ornithidium pendens
Ornithidium pendens là một loài thực vật có hoa trong họ Lan. Loài này được (Pabst) Senghas mô tả khoa học đầu tiên năm 1993.

## Hình ảnh

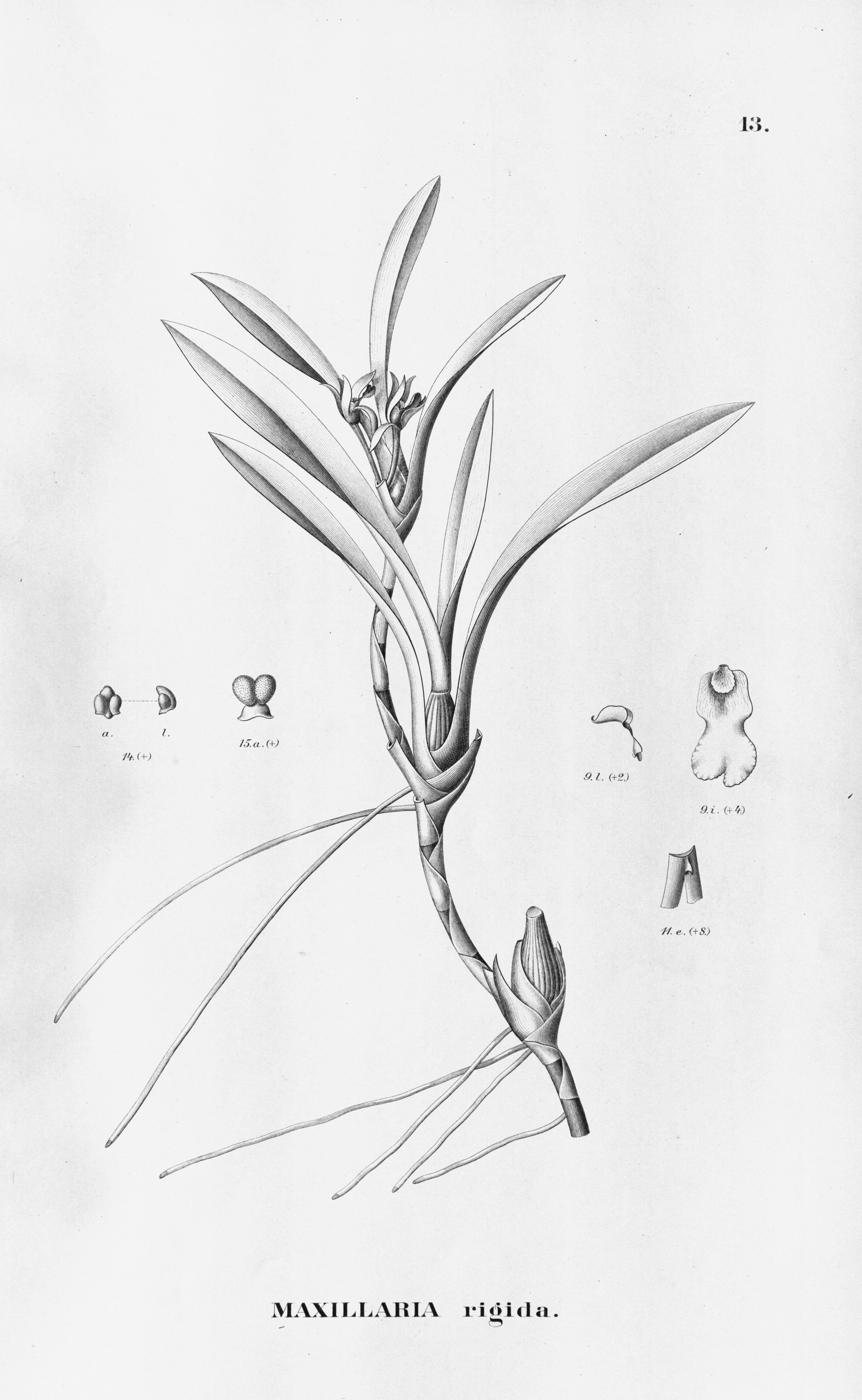